# Московченко Григорій Савелійович
Григорій Савелійович Московченко (25 лютого 1916, Стародубівка — 5 жовтня 1995, Москва) — живописець, член Спілки художників СРСР, Герой Радянського Союзу. В роки німецько-радянської війни начальник розвідки 320-го гвардійського мінометного дивізіону 67-го гвардійського мінометного полку Південного фронту, гвардії лейтенант.

## Біографія
Народився 25 лютого 1916 року в селі Стародубівка (нині Мангушського району Донецької області) в селянській родині. Українець. Член ВКП (б) / КПРС з 1947 року. Закінчив 9 класів. Працював викладачем в середній школі.
До Червоної Армії покликаний в 1942 році, і в цьому ж році закінчив Краснодарське артилерійсько-мінометна училище. У діючій армії з серпня 1942 року.
В боях на підступах до міста Мелітополя Запорізької області (Україна) 13 жовтня 1943 року, перебуваючи з групою розвідників у перших рядах наступаючих підрозділів, передавав відомості про противника, уміло коригував вогонь дивізіону. Своєчасно викликаним артилерійським вогнем 16 жовтня 1943 року була зірвана контратака ворога і знищено до роти гітлерівців, пригнічений вогонь мінометної батареї, підпалено 2 танки.
Указом Президії Верховної Ради СРСР від 1 листопада 1943 року за зразкове виконання бойових завдань командування на фронті боротьби з німецько-фашистськими загарбниками і проявлені при цьому відвагу і геройство гвардії лейтенанту Московченку Григорію Савелійовичу присвоєне звання Героя Радянського Союзу з врученням ордена Леніна і медалі «Золота Зірка» (№ 1267).
З 1945 року гвардії лейтенант Московченко Г. С. — в запасі, а потім у відставці.
Повернувшись до мирного життя, закінчив Московський художній інститут, і згодом став деканом художнього факультету, завідувачем кафедри живопису, професором. Згідно з довідником «Єдиний художній рейтинг», випуск 5, номінація «Живописці і графіки», Г. С. Московченко характеризується, як професійний художник. Жив у Москві. Помер 5 жовтня 1995 року. Похований на Троєкуровському кладовищі в Москві (ділянка 3).

## Нагороди, пам'ять

обеліск у Мангуші

Нагороджений орденами орденами Леніна, Вітчизняної війни 1-го ступеня, Червоної Зірки, медалями.
Ім'ям Героя названо музей Стародубовський середньої школи. 9 травня 2010 року в Мангуші відкрита Алея Слави, де серед інших Героїв встановлено обеліск і Григорію Московченко.